# 咎狗之血
《咎狗之血》是於2005年2月25日由Nitro+CHiRAL發售的BL系成人遊戲。初回版特典包括有外層紙盒、咎狗の血WORKS COLLECTION（小冊子）、RumblingAngel卡片連同綁定。2005年3月25日发售除去特典的通常版、2007年4月24日終止發售。正體中文版由未來數位代理於2017年7月29日發售。
2007年4月5日Windows Vista对应版发售。
2008年5月29日由角川書店發售加入新增事件的PS2版《咎狗之血 True Blood》。
2010年12月23日由角川書店發售PSP版《咎狗の血 True Blood Portable》。
2010年10月7日电视动画進行放送。

## 故事背景
自人類史上第三次世界大戰爆發後經過了5年，日本國土分裂為東西。東邊成立「CFC」，西邊成立「日興連」，這兩大互相對立的自治組織，首都東京變成無法地帶。犯罪組織VISUKIO在因戰爭而荒廢的城市丰岛舉行了一個名為「伊古拉」的戰鬥遊戲，勝者將能當上VISUKIO的王。

## 登場人物
※聲優表示方式：PC版及廣播劇CD版／動畫版及PS2版
明（AKIRA）
聲 - 先割れスプーン／鳥海浩輔
身高：172公分。主人翁，國民編號：11298-TM-3099。
在街頭格鬥遊戲「Bl@ster」AREA：RAY地區個人賽中擁有不敗紀錄，有「LOST」的稱號。
沉默又酷酷的性格。對人的生死漠不關心，一個人獨居，每天都過着空虛單調的生活，一天突然被誣告殺人而拘捕，因此為了清白而不可避免地前往豐島參加死亡戰鬥遊戲伊古拉。
喜歡蛋包飯味的SOLID(遊戲中一種壓縮食糧)
武器是匕首
式（SHIKI）
聲 - 綠川光／同左
在伊古拉被譽為最強的迷之男。身高：188公分。黑髮紅眼，全身穿着皮製的黒衣。
在伊古拉參加者中流傳是就如都市傳說一般的存在。會毫不留情而斬殺其他參加者。但是沒有奪取他人的狗牌。
真正身份是王、伊魯·雷。
絕對的強大，使用的武器是日本刀。
啟介（KEISUKE）
聲 - 何武者／杉田智和
與明是在同一個孤兒院長大的青梅竹馬，在CFC的工廠工作認真的青年。身高：178公分。
個性溫和有點優柔寡斷的性格。對明抱有好感，追隨着明而來到豐島，想保護明。
後來因為誤會明討厭自己，亦覺得自己太弱保護不了明，轉而吸食ｌｉｎｅ，中毒後反而想對明加以殺害。
喜歡綠咖哩味的SOLID。
武器: 中毒前無武器 中毒後是猛的大刀。(中毒後的啟介一般稱為黑化的啟介)
凛（RIN）
聲 - 鬼龍院隼人／福山潤
在豐島參加着伊古拉的少年。身高：154公分。金髮藍眼有著如少女一般可愛的外表。在豐島第一個與明和启介搭話的少年，幫助他們了解豐島的生態。相當有實力的參加者。有一部相機，興趣是照相。和明一樣曾參加過「Bl@ster」，AREA：GHOST地區團體賽名隊伍「Pesca Koshika」的一員。
善於交際，談到王時神情會轉變。
和式是同父異母的兄弟，一直痛恨式利用他並殺了他的同伴。
喜歡燒肉味的SOLID。
源泉（MOTOMI）
聲 - 一条和矢／同左
豐島的情報屋。留著鬍子的中年男。身高：183公分。有一個兒子。在ENED工作外出時，兒子因受發狂的人體兵器牽連而遇害，妻子因此精神恍惚外出車禍死亡。
凛稱其為「邋遢的大叔」，很會照顧人。
阿爾維特羅（ARBITRO）
聲 - 菱勝／岡野浩介
維斯基歐的實質運作的人物。身高：181公分。白色西裝搭配紅色襯衫和黃綠色領帶的誇張打扮，臉上總是帶著華麗的面具，品味異等常人。
興趣是改造奴隸，最高傑作是名叫「狗」的少年。是個美少年控。（Arbitro：源自西班牙文，意为“审判”。）
桐（KIRIWAR）
聲 - 富士爆発／小西克幸
阿魯彼得羅的部下「處刑人」之一。身高：200公分。可是不是完全忠誠,偶然會不聽從命令而獨自行動。
黑髮像個軍人一樣的男人，特徵是一身的傷，武器是鋼管。
郡司（GUNJI）
聲 - 杉崎和哉／谷山紀章
阿魯彼得羅的部下「處刑人」之一。身高：195公分。可是不是完全忠誠,偶然會不聽從命令而獨自行動。
金髮和紅色連帽外套，由頸部到上半身、背和手臂有着明顯的刺青，武器是雙手的勾爪。
爱玛（EMMA）
聲 - 奥田香織／百百麻子
身高：167公分。向陷入冤罪的明提出交易的女子，沒有左臂。
（GWEN）
聲 - 滑川菊太郎／川村拓央
身高：179公分。與爱玛同夥的男人。
猛（TAKERU）
聲 - 小池竹蔵／荻原秀樹
伊古拉參加者。過去也曾參加過「Bl@ster」的青年，對明抱有微妙的憎惡感情。
為了妹妹由香里而參加伊古拉。最後被黑化的啟介殺死。
（TOMOYUKI）
聲 - 無／中村悠一
伊古拉參加者。凛以前的同伴，但現在關係不好。
（KAZUI）
聲 - 無／平川大輔（只限PS2版）
凛和TOMOYUKI共識的人。跟明有着相似的外貌。喜歡星星。已經去世。
（NANO）
聲 - Prof.紫龍／山崎巧
迷一般的男子。持有狗牌但不是伊古拉參加者。身高：182公分。為強大的人體兵器，血液為萊因的原料。
（YUKIHITO）
聲 - 無／神谷浩史（只限PS2版）
PS2版新增角色。身高：178公分。和明年紀、氣質相仿的青年，有著一頭紅髮和銳利如同玻璃一般的眼睛。與同伴們以組隊的形式參與伊古拉，在團隊裡負責收集情報。似乎很在意剛來到豐島的明。
（TOUYA）
聲 - 無／伊藤健太郎（只限PS2版）
PS2版新增角色。YUKIHITO的同伴，團隊裡的領導。

## 遊戲中專有名詞
第三次世界大戰/THE 3RD DIVISION
人類史上第三次世界規模的大戰。日本國土分裂為東西，「CFC」支配東邊，「日興連」支配西邊。
CFC
Confiden tial Company的簡稱，以企業力量控制日本東半部。
日興連
正式名稱為「日本復興連合」，以統一為訴求的政黨控制日本西半部。
豐島/toshima
舊東京內西北一帶，伊古拉遊戲的舞台。
舊祖
第三次大戰後，對舊東京區的稱呼。（豐島的别稱）
伊古拉/igra
（源自俄文：Игра， 意為【遊戲】）於豐島進行的爭奪狗牌的戰鬥遊戲。以撲克牌的方式進行，背部著地或死亡皆為敗者，允許使用武器和殺人。禁止持有槍支彈藥，在沒有目擊者的情況下進行的戰鬥和偷襲視為犯規，將被處刑人制裁。勝方可奪去敗者的狗牌及要求其作任何事。
维斯基歐/Vischio
（源自義大利文：vischio， 意為【槲寄生】，【束缚】等意思）在第三次世界大戰前，被用來舉辦歌劇、音樂會等活動的龐大建築物。以麻藥“Line”控制豐島地區的犯罪组職，通稱【城堡】，伊古拉的组職首领是“王”，但負責實際運作的是戴面具的Arbitro。在那裡能夠報名參加伊古拉。
狗牌/dog tag
伊古拉遊戲的參加證明證，最先會被分發5塊，參加者必須把1塊狗牌掛在顯眼的地方。像是撲克牌一樣上頭會有數字，湊齊10以上的「葫蘆/full house」或是「同花大順/royal flush」可獲得挑戰「王」的資格。其他無法用来挑戰“王”的牌被称为“廢牌”，可用来換取食物和水等生活必需品。
王/il re
（翻譯自義大利文：il re，意為【國王】）。又稱「伊魯·雷」。為「維斯基歐」的核心人物、「伊古拉」的最強王牌。
處刑人
在豐島地區巡邏，制裁伊古拉中違反規則者及處理屍體的人－－Gunji以及Kiriwar，會以個人心情殺害沒有違規的參賽者。巡邏時，一般會帶著Arbitro養的「狗」。
中立地帶
被默認為不進行伊古拉遊戲的場所，參加者可於場所內休息及以狗牌換取物品。
萊茵/Line
麻藥，呈液體狀的藥品，在豐島區中立地帶公開銷售。服用後能使神經處於興奮狀態，疲勞感消失，身體感覺輕飄飄。能在一定時間內提高身體能力和意志力，濃度越高，效果越強，但依賴性高，容易上癮。假若身體無法適應，會使身體感到非常痛苦，最後甚至死亡。
SOLID
顧及了營養的壓縮食糧，有多種口味。如：蛋包飯、綠咖哩、咖啡等。
Bl@ster
一種流行於青少年間的街頭格鬥遊戲，不可使用武器、不可殺人。有分為個人賽和團體賽制。
人體兵器(Nicole Premier)
通稱Nicole‧Premier。換而言之就是最強的士兵。簡單來說就是經過人體改造的人。外表和普通人一樣，只是為了用於戰鬥，肉體和精神都經過改造。潛藏著未知能力的人體。
含有某種細菌，取出它再給予其他人使用，能暫時提高精神和肉體的能力。

## 主題歌
主題曲
「GRIND」
作詞：渡邊カズヒロ、作曲・編曲：神保伸太郎、歌：HIDEKI
結尾曲
「STILL」
作詞：渡邊カズヒロ、作曲・編曲：磯江俊道、歌：いとうかなこ
「Good bye Aliens」
作詞・作曲：HIDEKI、編曲：カリキュラマシーン、歌：HIDEKI
「CurriculuMachine」
作詞・作曲：HIDEKI、編曲：カリキュラマシーン、歌：HIDEKI

## 網路廣播

### 狗ラジ TB-SHOW
2008年8月21日由Animate TV、Marine ENTERTAINMENT開始隔週星期四配信
主持人
- 鳥海浩輔（アキラ 役）

特別來賓
- 第1回 - 緑川光（シキ 役）
- 第2・3回 - 福山潤（リン 役）
- 第4・5回 - 小西克幸（キリヲ 役）、谷山紀章（グンジ 役）
- 第6回 - 神谷浩史（ユキヒト 役）

### WEBラジオ「咎狗の血」Toshima Station
2010年8月26日開始在電視動畫官方網站内配信中。
主持人
- 鳥海浩輔（アキラ 役）

特別來賓
- 第1・2回 - 杉田智和（ケイスケ 役）
- 第3・4回 - 一条和矢（源泉 役）
- 第5・6回 - 福山潤（リン 役）
- 第7・8回 -小西克幸（キリヲ 役）、谷山紀章（グンジ 役）
- 第9・10回 - 岡野浩介（アルビトロ 役）
- 第11・12・13回 - 緑川光（シキ 役）

## 電視動畫
2010年10月开始在MBS、TBS、CBC播放，至12月結束。

### 工作人員
- 原作 - Nitro+CHiRAL
- 監督・角色設計 - 紺野直幸
- Guest角色設定 - 石上香美
- 道具設計 - 大河広行
- 系列構成 - 高橋ナツコ
- 劇本監修 - 淵井鏑
- 美術監督 - 倉田憲一
- 色彩設定 - 有澤法子
- 撮影監督 - 飯島亮
- 編集 - 坪根健太郎
- 音樂 - 石川智久、飯塚昌明
- 音樂制作 - ランティス
- 音響監督 - 本山哲
- 製作人 - 岩上敦宏、櫻井優香、細川修、丸山博雄、土居由直、金庭こず恵
- 動畫製作 - A-1 Pictures
- 製作協力 - ピクチャーマジック
- 製作 - 「咎狗の血」製作委員会・MBS

### 主題歌
片頭曲
「ROSE HIP-BULLET」
作詞 - 谷山紀章、作曲・編曲：飯塚昌明、歌：GRANRODEO
片尾曲
「no moral」（第1話）
作詞：こだまさおり、作曲：ワタナベミキ、編曲：磯江俊道、歌：いとうかなこ
「bright lights」（第2話）
作詞・作曲・編曲・歌：木村世治（hurdy gurdy / Pale Green）
「Don't Stare Me」（第3話）
作詞：Kenl、作曲・編曲：榊原秀樹、歌：VERTUEUX
「棘-toge-」（第4話）
作詞：真緒、作曲・編曲・歌：Sadie
「once more again」（第5話）
作詞：こだまさおり、作曲・編曲：R・O・N、歌：美郷あき
「Requiem Blue」（第6話）
作詞：渡邊カズヒロ、作曲・編曲：榊原秀樹、歌：Curriculu Machine feat.W.K.（ワタナベカズヒロ）
「crossing fate」（第7話）
作詞・作曲・編曲：R・O・N、歌：OLDCODEX
「優しさに守られて」（第8話）
作詞：こだまさおり、作曲：山元祐介、編曲：大野宏明、歌：喜多修平
「Honed Moon〜咎レタ月〜」（第9話）
作詞：江幡育子、作曲・編曲：磯江俊道、歌：いとうかなこ
「Don't look away」（第10話）
作詞・作曲：榊原秀樹、編曲：カリキュラマシーン、歌：Curriculu Machine
「STILL anime Ver.」（第11話）
作詞：渡邊カズヒロ、作曲・編曲：磯江俊道、歌：いとうかなこ
「GRIND"style GR"」（第12話）
作詞：渡邊カズヒロ、作曲：神保伸太郎、編曲：飯塚昌明、歌：GRANRODEO

### 各集列表
| 話数            | 副标题 | 中文副标题     | 脚本                | 分镜           | 演出              | 作画監督                                                                        |
| --------------- | ------ | -------------- | ------------------- | -------------- | ----------------- | ------------------------------------------------------------------------------- |
| 第1話           |        | 虚梦/Lost      | 高橋ナツコ          | 紺野直幸       | 千葉大輔          | 柳瀬雄之 石上香美                                                               |
| 第2話           |        | 死街/toshima   | 高橋ナツコ          | 紺野直幸       | 千葉大輔          | 坂卷貞彦 日下岳史                                                               |
| 第3話           |        | 狂争/igraa     | 渡邊大輔            | 大花祷里       | 林ヒロシ          | 小林利充                                                                        |
| 第4話           |        | 休刑/ease      | 菅原雪絵            | 佐野隆史       | 佐野隆史          | 高橋敦子 蘇武裕子                                                               |
| 第5話           |        | 决蔑/crack     | 浦園萌              | 中澤勇一       | 吉田徹            | 中澤勇一                                                                        |
| 第6話           |        | 怨鎖/desire    | 渡邊大輔            | 大花祷里       | 綿田慎也          | 高乗陽子 柳瀬雄之 清水勝祐                                                      |
| 第7話           |        | 因念/sever     | 高橋ナツコ          | まついひとゆき | 中村近世          | 小林利充                                                                        |
| 第8話           |        | 酷白/rein      | 菅原雪絵 高橋ナツコ | 影山琳倫       | 北川正人          | 竹内由香里 阿部千秋                                                             |
| 第9話           |        | 薬束/bond      | 浦園萌              | 紺野直幸       | 殿勝秀樹 林ヒロシ | 水上ろんど 小林利充 中山初絵                                                    |
| 第10話          |        | 結脈/ilre      | 高橋ナツコ          | 中澤勇一       | 吉田徹            | 中澤勇一                                                                        |
| 第11話          |        | 増恶/convict   | 高橋ナツコ          | 稲垣隆行       | 町谷俊輔          | 中山由美 一武晃 未由羽万里 川口千里 松本希羅里 高橋敦子 鎌田祐輔 しまだひであき |
| 第12話 （完结） |        | 同至/beginning | 高橋ナツコ          | 紺野直幸       | 紺野直幸          | 紺野直幸                                                                        |

### 播放电视台
| 放送地域   | 放送局            | 放送期間         | 放送日時                 | 備註                     |
| ---------- | ----------------- | ---------------- | ------------------------ | ------------------------ |
| 近畿広域圏 | 毎日放送(MBS)     | 2010年10月7日 -  | 周四 25時25分 - 25時55分 | 制作局 字幕放出          |
| 関東広域圏 | TBS電視           | 2010年10月8日 -  | 周五 25時55分 - 26時25分 | 字幕放出                 |
| 中京広域圏 | 中部日本放送(CBC) | 2010年10月13日 - | 周三 26時00分 - 26時30分 | あにせん枠               |
| 日本全域   | NicoNico頻道      | 2010年10月13日 - | 周三 27時15分 更新       | 網絡電視 最新話1週內免費 |
| 日本全域   | Bandai Channel    | 2010年10月 -     | 毎週星期五15時更新       | 網絡電視 最新話1週內免費 |
| 日本全域   | ShowTime          | 2010年10月 -     | 毎週星期五15時更新       | 網絡電視 最新話1週內免費 |
| 日本全域   | AT-X              | 2010年12月10日 - | 周五 9時30分 - 10時00分  | 衛星電視 重播            |

| 毎日放送 星期四25:25節目 | 毎日放送 星期四25:25節目 | 毎日放送 星期四25:25節目 |
| ------------------------ | ------------------------ | ------------------------ |
|                          | 咎狗之血                 |                          |
| 黒執事II                 | 魔法少女小圓☆魔力        |                          |

### DVD
| 商品名稱                  | 發售日期      | 收錄内容      |
| ------------------------- | ------------- | ------------- |
| 咎狗の血 Complete DVD-BOX | 2011年3月23日 | 第1話〜第12話 |

## 关联CD
| 發售日         | 標題                                | 商品番號             | 備註     |
| -------------- | ----------------------------------- | -------------------- | -------- |
| 2010年12月8日  | 想増/Gossip                         | LASA-5067            | 廣播劇CD |
| 2010年12月22日 | Light My Fire                       | LASA-5073            | 原聲集   |
| 2011年1月12日  | 咎狗の血 オリジナルサウンドトラック | LASA-9017〜LASA-9018 | 原聲集   |

## 关联商品
INSIDE （咎狗之血 原聲集）
2005年3月25日發售的原聲集。收錄本篇全部24首BGM。
咎狗之血 Image drama CD
- vol.1 2005年7月29日发售
- vol.2 2005年8月26日发售

门原绿作劇本的廣播劇CD。vol.1以式、vol.2以启介为故事中心。
咎狗之血 ANOTHER STORY 〜RIN
2005年12月29日发售的外原洋子作劇本的廣播劇CD。以凛为中心的全新故事展开。
咎狗之血 バラエティボイスCD
2007年同人活動C78中發售。混合VOICE CD。
咎狗之血（小説）
- 2006年2月7日初版发行 ISBN 978 4835218533
  - 2009年4月20日再版 ISBN 978 4862635617

由伊久美和葉小说化的作品。封面绘制由仓花千夏、插画由担当。本篇结束后主要人物的后续剧情短篇集。
咎狗之血外傳（小説）
- 2006年8月24日发行 C70企業商品。

剧本作者渊井鏑自身创作的外传作品。
咎狗之血（漫畫）
- 1卷 2006年11月1日初版发行 ISBN 978 4757730090
- 2卷 2007年3月31日初版发行 ISBN 978 4757734333
- 3卷 2007年8月13日初版发行 ISBN 978 4757736429
- 4卷 2007年12月27日初版发行 ISBN 978 4757739055
- 5卷 2008年6月30日初版发行 ISBN 978 4757742819
- 6卷 2008年12月1日初版发行 ISBN 978 4757746015
- 7卷 2009年8月1日初版发行 ISBN 978 4757750159
- 8卷 2010年6月11日初版發行 ISBN 978-4-04-726534-9
- 9卷 2011年10月1日初版發行 ISBN 978-4-04-727560-7

2006年1月开始于comic B's-LOG连载的由茶屋町勝呂所作的漫画化作品。出版社是EnterBrain。
咎狗之血（漫畫）
- 2008年7月22日初版发行 ISBN 978 4048670739

作画为山本佳奈。出版社是。
咎狗之血 True Blood（漫畫）
- 2009年10月1日初版发行 ISBN 978 4048543705

作画为森田柚花。出版社是角川書店。
Nitro+CHiRAL Official Works 〜咎狗の血〜（设定集）
2005年8月12日发行。出版社是Visual Works。
咎狗之血公式Visual Fan Book（设定集）
2006年3月29日发行。C76企業商品。

## 外部連結
- Nitro+CHiRAL 官方網站（页面存档备份，存于）（日語）
- 中文版官方網站（页面存档备份，存于）（繁體中文）
- 咎狗の血 Portable（日語）
- 咎狗之血 Image Drama CD Special Site（页面存档备份，存于）（日語）
- （動畫）咎狗之血 官方網站（页面存档备份，存于）（日語）
- （動畫）咎狗之血 官方網站（MBS）（页面存档备份，存于）（日語）
- （動畫）TBS「咎狗の血」（页面存档备份，存于）（日語）
- （網絡廣播）狗ラジ TB-SHOW（日語）